# Not Another Christmas Song
«Not Another Christmas Song» —en español: «No es otra canción navideña»— es una canción grabada por la banda de rock estadounidense Blink-182. La canción fue lanzada el 6 de diciembre de 2019 a través de Columbia Records. La canción es una triste objeción a la temporada navideña y festiva, examinando líricamente el paso del tiempo y una relación en desintegración. Fue escrita por el bajista Mark Hoppus, el guitarrista Matt Skiba, el baterista Travis Barker, quien también produjo la canción. La composición adicional estuvo a cargo de Matt Malpass, Aaron Puckett, JP Clark y Mike Skwark. La canción fue el último sencillo lanzado por la banda con Skiba, ya que el guitarrista original Tom DeLonge regresó en 2022.
Los críticos fueron en gran medida positivos con respecto a la canción, que no llegó a las listas comerciales, pero alcanzó su punto máximo dentro de las listas nacionales de rock y digitales navideñas de Billboard. Su video musical fue producido con plastilina e ilustra a la banda actuando para los elfos en el Polo Norte.

## Antecedentes
La canción se desarrolló en el estudio de Barker, Opra Studios, ubicado en North Hollywood, California. Matt Malpass diseñó las sesiones. La pista fue compuesta por la propia banda, con composición adicional de Malpass, Aaron Puckett (Lil Aaron), JP Clark y Mike Skwark. Zakk Cervini, quien previamente había mezclado la mayor parte del disco de regreso de Blink en California en 2016, se desempeñó como ingeniero de mezcla.
La canción no es la primera de la banda en centrarse en la temporada navideña, pero es la primera con Skiba. El grupo grabó "I Won't Be Home for Christmas" en 1997 con el ex baterista Scott Raynor y el guitarrista Tom DeLonge, que fue lanzado como sencillo en 2001. Ese mismo año, con Barker, la banda incluyó "Happy Holidays, You Bastard "en la lista de canciones de su cuarto LP, Take Off Your Pants and Jacket. Por último, en 2012, la banda lanzó "Boxing Day", la celebración que se realiza después de Navidad, como single para promocionar su EP Dogs Eating Dogs.
Líricamente, la narrativa convierte las típicamente animadas celebraciones navideñas en una metáfora del paso del tiempo, así como en una relación que se desmorona. En la canción, Hoppus se lamenta de que "la depresión es un asunto tan solitario", y describe una pareja en la que uno de los miembros está constantemente enojado y el otro a menudo se disculpa. Luego tiene una idea para su regalo de Navidad perfecto: "¿Por qué no podemos divorciarnos para Navidad?" Skiba proporciona coros, cantando "fa la la" en el coro sobre un coro de campanas de trineo.

## Lista de canciones
- Descarga digital

1. «Not Another Christmas Song» – 2:39